# قائمة الإيديولوجيات السياسية
المذهب السياسي تشير عبارة المذهب السياسي إلى العقيدة والفقه السياسي حينما يستهدف به أصحابه هدم النظم والأوضاع القائمة لتنظيم الدولة والمجتمع، وإقامتها على قواعد وأسس جديدة، لذا فإن المذهب السياسي هو بمثابة البرنامج السياسي المتكامل الذي تقدمه تلك العقيدة، وهو إعلان عن جاهزية فكر وفلسفة ومبادئ هذه العقيدة لتوضع كلها موضع التطبيق، وهو يتناول الأهداف والوسائل اللازمة لتحقيقها، وكل ذلك مرتبط عمليا بوجود سلطة، دولة، حكم تتميز إرادته عن إرادة المحكومين لينقل
. إلى عالم الواقع القانون هذا البرنامج من عالم النظر القانون.
ويلاحظ أن هناك ارتباط بين عبارة الايديولوجية وبين مصطلح المذهب السياسي حيث يستعملها الكثير من الكتاب والباحثين كمترادفين. ومن هنا جاءت تسمية المذهب السياسي بالإيديولوجية، فيقال الايديولوجية الماركسية، والإيديولوجية الليبرالية.

## عقائد انتماء عرقي
- سيادية عرقية
  - بلشفية وطنية
- نازية، نازية جديدة
- تمييز عنصري، تميز عنصري

## عقائد القومية
- فاشية، فاشية جديدة
  - فاشية تحررية
  - فاشية كتابية (clerical fascism)

## عقائد الصراع الطبقي
- شيوعية
- ماركسية، لينينية
  - ماركسية لينينية
  - ستالينية
  - فكر ماو تسي تونج
  - تروتسكية
  - شيوعية يسارية
  - شيوعية برلمانية
  - شيوعية أوروبية Eurocommunism
- ماركسية جديدة neomarxism

## عقائد الفردية
- اللاسلطوية
  - نقابية لاسلطوية
  - اشتراكية لاسلطوية
  - شيوعية لاسلطوية
  - لاسلطوية مسيحية
  - لاسلطوية فردية
  - اشتراكية تحررية
- تحررية
  - تحررية اجتماعية
  - تحررية كلاسيكية
  - محافظية تحررية
  - تحررية سوق
  - تحرر اقتصادي
  - تحررية جديدة
  - تحررية عمومية
- تحرررية أمريكية
- ليبرتارية
  - رأسمالية لاسلطوية
  - ليبرتارية جديدة
- جورجية

## عقائد الروح الجماعية
- شيوعية، جماعية، مذهب المساواة
- ماركسية
- اشتراكية
  - اشتراكية أفريقية
  - اشتراكية دينية
    - اشتراكية مسيحية

  - اشتراكية ديمقراطية
  - اشتراكية معلوماتية
  - اشتراكية دولية
  - اشتراكية شعبية
  - اشتراكية خيالية
- ديمقراطية اجتماعية
- شعبوية

## عقائد قومية
- قومية
  - صهيونية
- إقليمية
- رابطة أفريقية
- وحدة عربية
- إيرانوية

## عقائد مستندة على الدين
- مسيحية
  - لاسلطوية مسيحية
  - شيوعية مسيحية
  - ديمقراطية مسيحية
  - اشتراكية مسيحية
  - فاشية كتابية
- هندوسية
  - قومية هندوسية
- إسلام
  - إسلامية، أصولية إسلامية
  - اشتراكية إسلامية
  - خلافة
- يهودية
  - صهيونية دينية
- حكومة دينية
- شيوعية دينية
- اشتراكية دينية

## محافظية
- محافظية
  - محافظية تحررية
  - محافظية جديدة (neoconservatism)
  - محافظية عطوفة
  - محافظية اجتماعية

## عقائد أخرى
- مركزية
- سياسة خضراء
- دولية
- سلامية
- جمهوريانية
- نقابية
- براغماتية
- سياسة الأغلبية (majoritarianism)
- إنسانية جديدة